# أولاد معكل (إدلسان)
أولاد معكل هي إحدى مشيخات المملكة المغربية، تتبع جغرافيا لإقليم ورززات وإداريًا لإدلسان. يقدر عدد سكانها بـ 3451 نسمة حسب الإحصاء الرسمي للسكان والسكنى لسنة 2004.